# Китайські школи художників дикої природи
Китайські школи художників дикої природи - школи пейзажного та анімалістичного живопису  Китаю. До них належать жанр "гори-води", що виник в ХІ столітті, а також жанр "квітів і птахів" ("рослин і комах"), що виник у VII-X століттях         . 

## Жанр "гори-води" (шань-шуй)
З жанром "гори-води" (шань-шуй) пов'язана творчість цілої плеяди прославлених майстрів китайського традиційного живопису різних епох, це Ван Вей, Дун Юань, Го Сі, Ма Юань, Ся Гуй, Ні Цзань, Хуан Гунван, Шень Чжоу, Дай Цзінь, Ван Хуей, Шитао   . У ході розвитку самої  даоської традиції на архаїчне осмислення дикої природи наклалося даосько-релігійне (гори як місця здобуття безсмертя), даосько-філософське (дика природа як моніфістація Дао), натуралістичне (дика природа як втілення вічності), і  естетичне (дика природа як уособлення абсолютної краси) сприйняття. 
У китайських пейзажах гори вважалися уособленням чоловічого світлого початку Ян, а води - жіночого темного початку інь, з поєднання яких, за стародавніми уявленнями, виникає всесвіт. Гори — кістки землі, потоки води — вени, кров, пульсуюча, яка несе життя і рух. Художник прагнув передати сутність, світову гармонію, ритм, що лежать в основі явищ природи. Тому йому були далекі натуралізм, прагнення до зовнішньої подібності  (8,10). 
Природа розглядалася як місце порятунку від гніту суспільства, як притулок, де самотній відлюдник, поет і філософ, насолоджується її красою. Розглядаючи краєвид, тонкий цінитель і знавець живопису "губився у мандрах" по далях. Художник намагався передати ліричне переживання, настрій, що виникає від спілкування з природою. Китайський художник благоговів перед картинами дикої природи тому, що сприймав їх як відгомін або відблиск великого Дао, зримий прояв потаємного . Він, так само як сама дика природа, вів незалежний спосіб життя. Він навмисно дичавів на лоні дикої природи, перебуваючи в надчуттєвому трансі, шукаючи натхнення. Натхнення китайського художника дикої природи нагадує дикі потоки, що мчать куди попало, потужний хаос вільної природи, який не хоче нікому підкорятися. Хаос і первородна матерія - ось їх ідеал. Дао-творець проживає в ідеальному хаосі дикої природи. Картини художників дикої природи - теж Дао. Як писав китайський поет Лі Тайбо, дика природа - "це інше небо й інша земля, в них немає нічого людського". Вже в XII столітті китайські живописці знали понад 30 конфігурацій гір, близько 20 станів вод, безліч різновидів водоспадів, дерев і хмар. Щоб стати художником дикої природи, китайський живописець повинен бути вільним як вільна природа - не обтяженим власністю, владою або задоволенням. Як правило, середньовічні китайські художники були не тільки видатними живописцями, але і блискучими музикантами, поетами і філософами   . 
До шедеврів китайських художників дикої природи належать такі картини - роботи Ван Вея "Милування річкою, покритою снігом", "У горах з'явилися жовті сливи", Цзюй Жаня "Осягаючий Дао в осінніх горах", Ґао Кеминя "Просвіт після снігопаду біля річки", Ван Сім Ена "Річки і гори на тисячу лі", Хуан Гунвана "Слухаючи дзюрчання джерела", "Осінні гори у своїй безмежності", Чень Чженкуя "Гори і води без кінця"     . 
Інші відомі художники школи Шань-шуй: Лань Ін, Цзін Хао, Чжао Менфу, Ван Ши-мін, Гуань Тун, Цзюй-жань , У Чжень,  Ван Мен, Чень Чунь, Хуан Гунван, Лі Гун-лін, Лі Цзай , Тан Ін, Фань Куан, Дай Цзінь, Ся Гуй, Дун Цичан, Вень Чженмін, Чжан Цзицянь, Ван Сімен, Хуан Цюань, Мі Фу, Цуй Бо, У Дао-цзі.

## Галерея робіт школи Шань-шуй

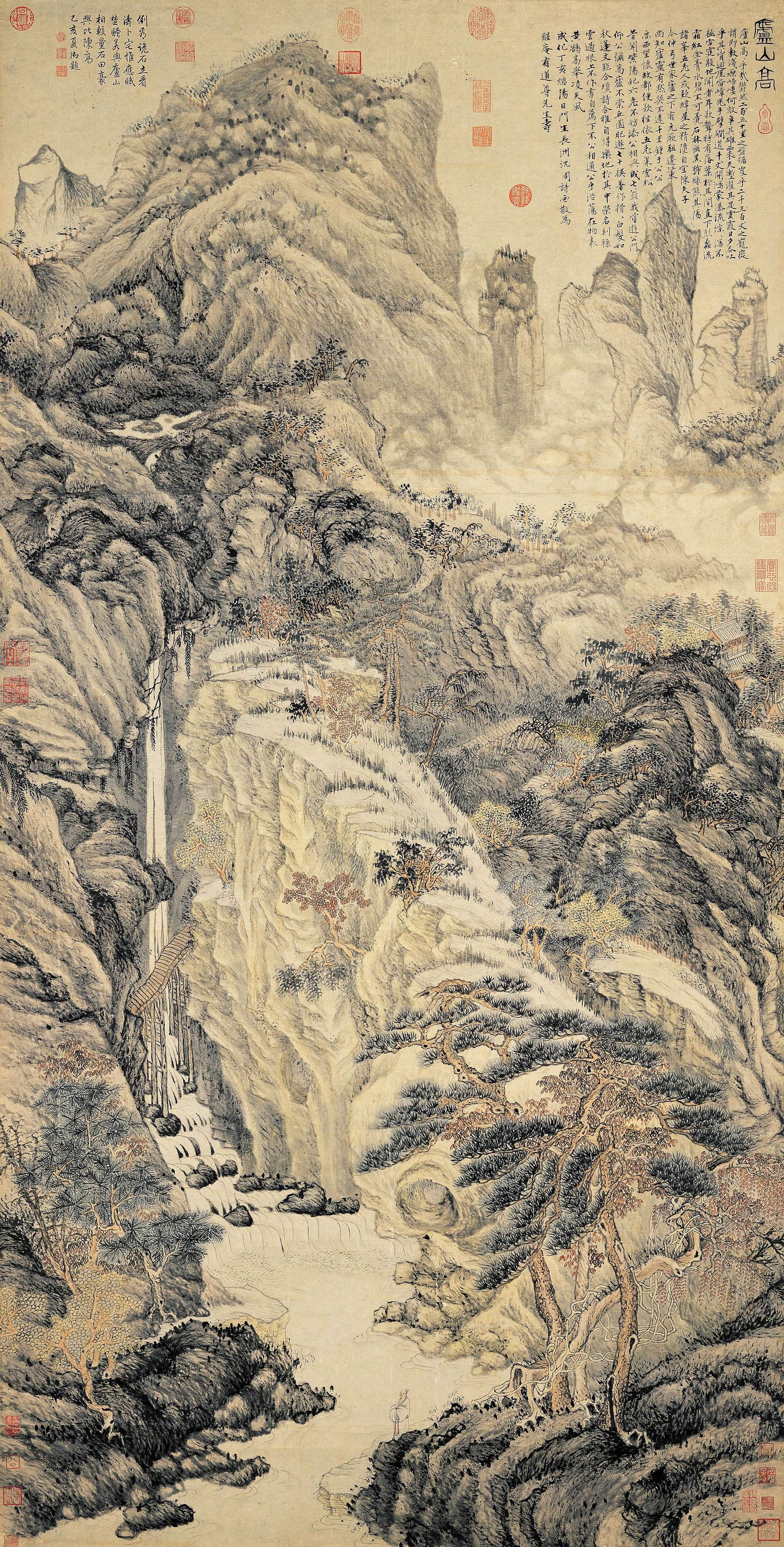
Зображення часів Імперії Мін, художник Шень Чжоу, 1467. «Велична гора Лу»]]
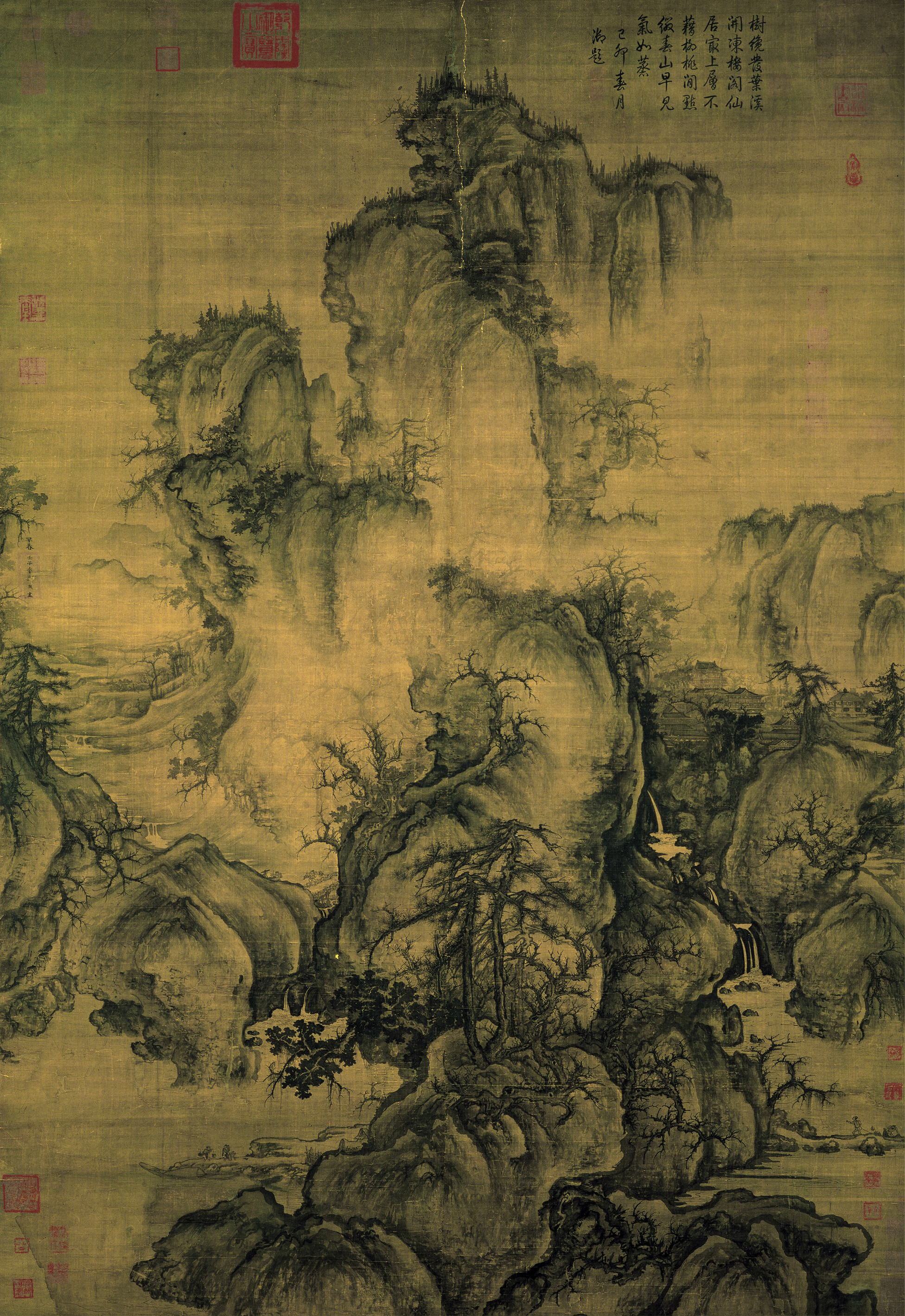
«Рання Весна», малюнок династії Northern Song художник Guo Xi (c. 1020 - c. 1090)
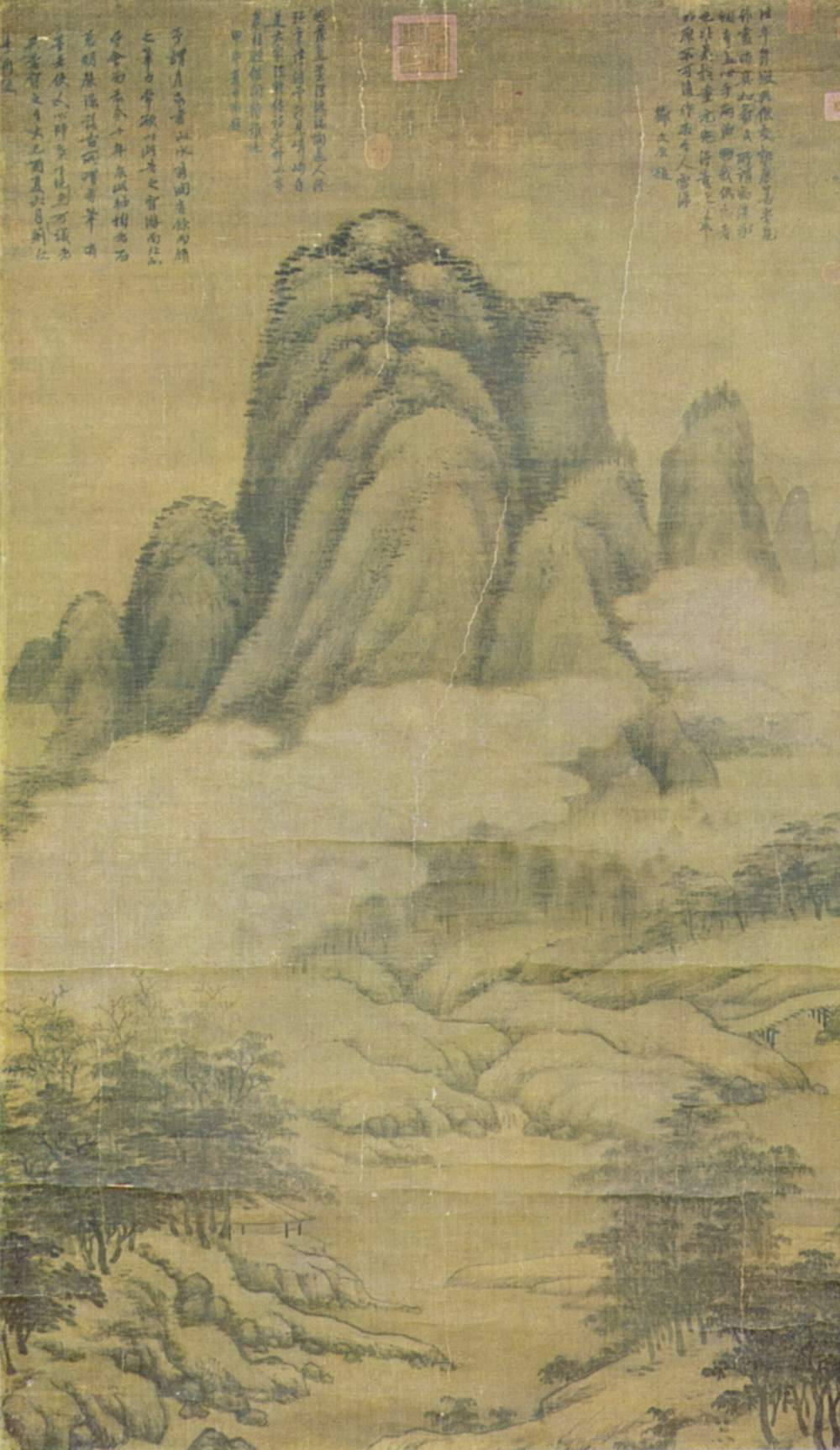
Малюнок часів династії Yuan художник Ґао Кеґун (1248–1310)
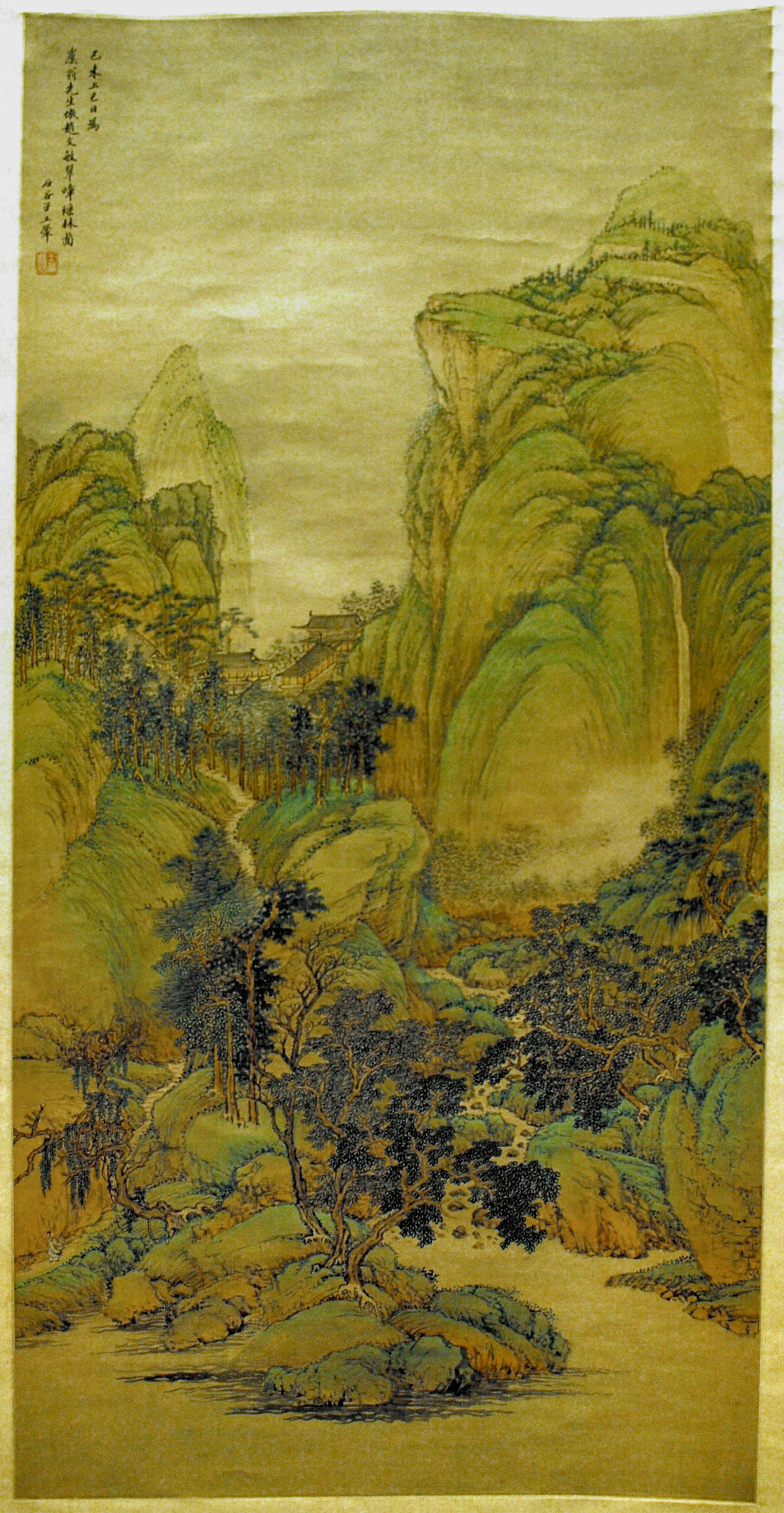
Малюнок часів династії Qing художник Wang Hui, 1679

## Жанр "птахи-квіти" (хуа-няо)
Улюбленим жанром китайських майстрів є "хуа-няо" (птахи-квіти), а також його підвид "рослини і комахи"  . 
У цьому жанрі знайшло своє відображення поетично образне тлумачення природи, а також втілення філософсько-поетичної ідеї "великого в малому". У цьому малому і на перший погляд незначному, за уявленнями китайців, полягає безмежна краса навколишнього світу . 
Для цього жанру характерні теми з життя рослин, птахів, комах. Художники даного напрямку в своїх картинах передавали свої відчуття і сприйняття світу, не тільки за допомогою специфічних художніх рішень, а й через символічні значення різних представників  флори і  фауни . Так, особливе місце в цьому жанрі займало зображення "чотирьох досконалих" (дикої сливи мейхуа, бамбука,  сосни і  хризантеми), яке символізувало чистих благородних людей, чия дружба і взаємна підтримка пройшли всі випробування. 
Бамбук на китайських картинах - символ незламності і стійкості, людини високих моральних якостей. Втіленням простоти, чистоти і прихованого благородства була орхідея. Хризантема - символ піднесеної самотності. Гілка з ніжно-рожевими, білими або жовтими квітами дикої сливи мейхуа символізує горду людину кришталевої чистоти, непохитність і стійкість. Сосна уособлює  конфуціанську стриманість і стійкість, довголіття; лотос - символ внутрішньої чистоти; півонія - символ людської краси, багатства, достатку, почесті і пишноти і т.д.  Таким чином, картини на тему "квіти і птахи" майже завжди були наповнені прихованим символічним змістом. 
Анімалістичні жанр часто розглядається як різновид жанру «квіти і птахи». Художники цього напряму спеціалізуються на зображенні тварин і птахів. Так само як і в жанрі «квіти і птахи» картинам анімалістів властивий символізм  . Наприклад, лев був символом могутності й шляхетності; тигр - захисник від злих духів; журавель, черепаха - символи довголіття; Кажан, сорока - символи щасливої звістки; селезень з качкою, дві рибки, два метелики, дві квітки лотоса на одному стеблі - символи подружнього щастя; риба короп - символ побажання щастя і успіхів; півень уособлює красу, широку популярність і добру славу . 
Необхідно також додатково відзначити такі дуже популярні в традиційному живописі Китаю символи як дракон і птах фенікс. Дракон символізує могутність, мудрість і доброту. Іноді дракона зображують тримаючим чарівну перлину мудрості, що уособлює велич, мудрість і безсмертя. У Китаї дракон з перлиною вважався символом імператора, його божественним покровителем. Птах фенікс - символ людинолюбства, миру і процвітання, а також символ імператриці  . 
До найбільш відомих живописців цього жанру можна віднести Хань Хуана, Му-Ци, Сюй Сі, Сюй Вея, Чень Чуня. Серед інших Бянь Цзінчжао, Цуй Бо, Сюань-де хуа-юань, Лінь Лян, Сюй Сі, Ван Сяньчжи, Жень Женьфа, Тан Ін, Хуан Цюань, Юнь Шоупін, Шень Чжоу, Дай Цзінь, Мі Фу, Жень Бонянь, Чжао Менфу, Чень Чунь, У Дао-цзі, Вень Чженмін, Ма Юань,  Ма Лінь, Лі Жуйцин, Хуа То   .

## Галерея робіт в стиліХуа-няо

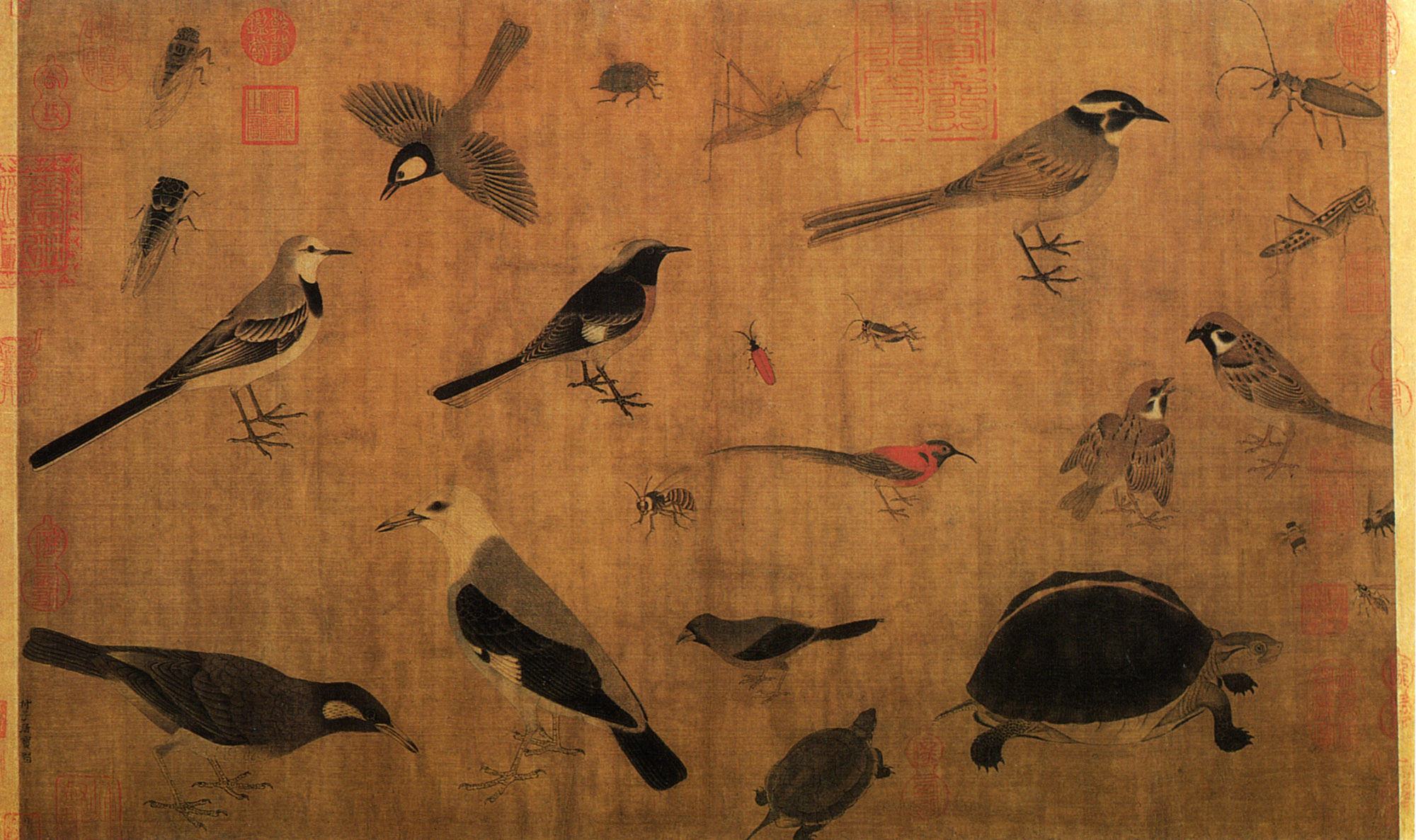
«Начерки рідкісних птахів», автор Хуан Цюань
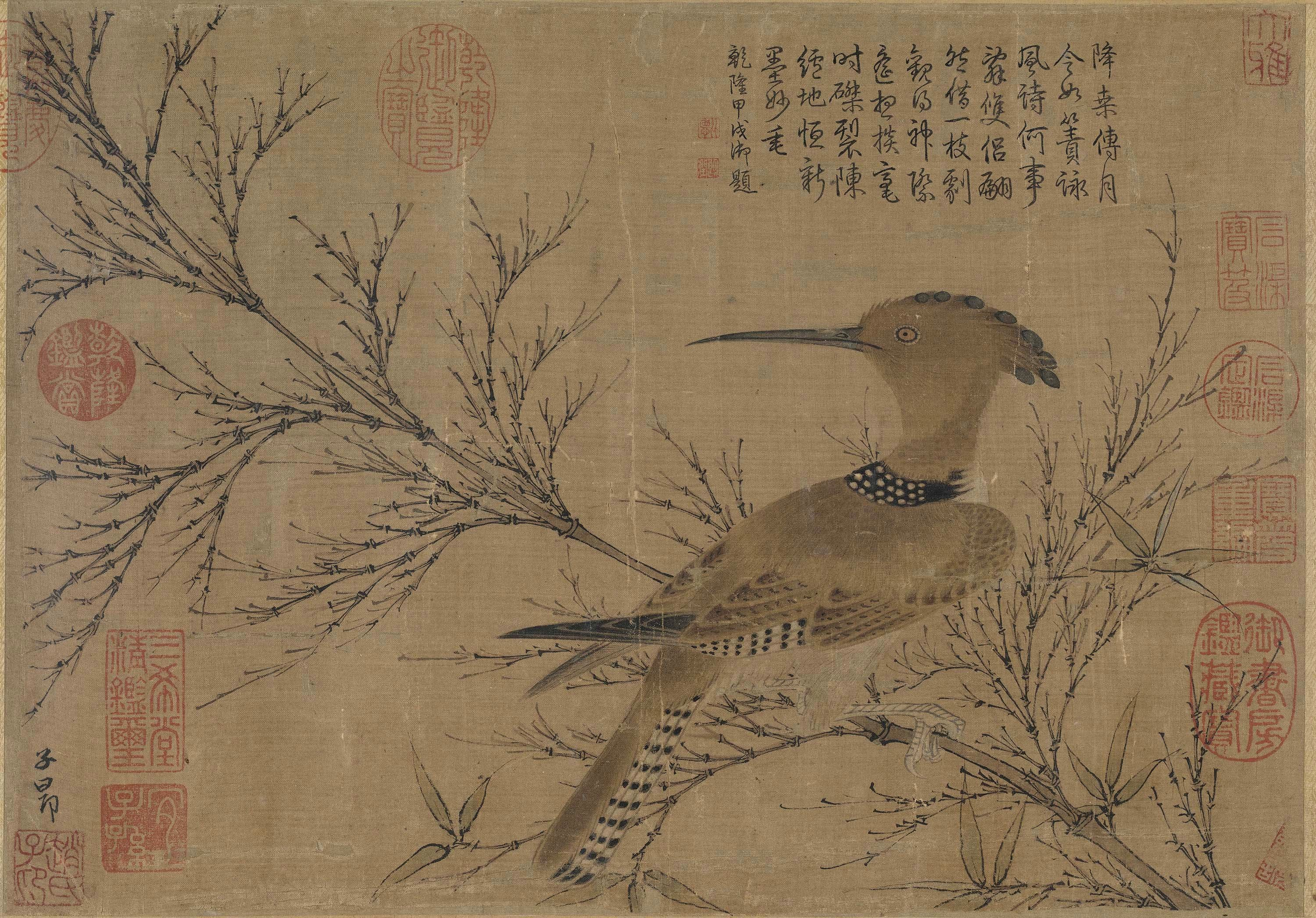
«Таємничий паросток бамбука, що несе на собі істота», автор Чжао Менфу
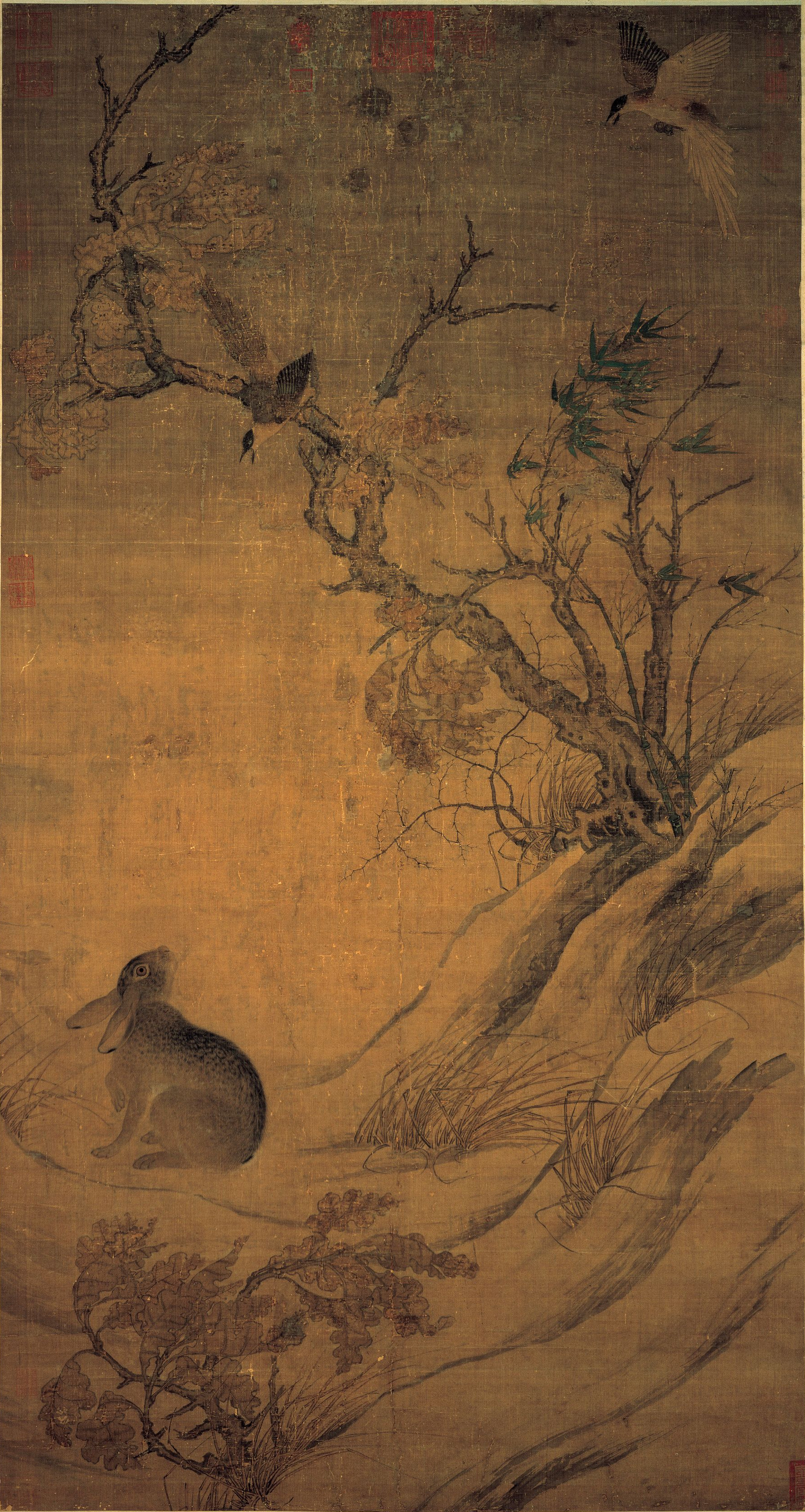
«Дві сороки сваряться на зайця», художник Цуй Бо

## Ресурси Інтернету
- В традиційному китайському живописі існують жанри шань-шуй і хуа-няо
- Гори-води  [Архівовано 18 Січня 2012 у Wayback Machine.]
- Китайський живопис і його жанри [недоступне посилання з липня 2019]